# Мендзибуж
Мендзи́буж (пол. Międzybórz, нім. Neumittelwalde) — місто в південно-західній Польщі.
Належить до Олесницького повіту Нижньосілезького воєводства.

## Демографія
Демографічна структура станом на 31 березня 2011 року:
|          | Загалом | Допрацездатний вік | Працездатний вік | Постпрацездатний вік |
| -------- | ------- | ------------------ | ---------------- | -------------------- |
| Чоловіки | 1165    | 255                | 827              | 83                   |
| Жінки    | 1221    | 235                | 761              | 225                  |
| Разом    | 2386    | 490                | 1588             | 308                  |